# رودريغو (لاعب كرة قدم مواليد 1999)
رودريغو غيمارايش سانتوس (بالبرتغالية: Rodrigo Guimarães Santos‏) هو لاعب كرة قدم برازيلي، ولد في 6 أبريل 1999.